# Peter Stein

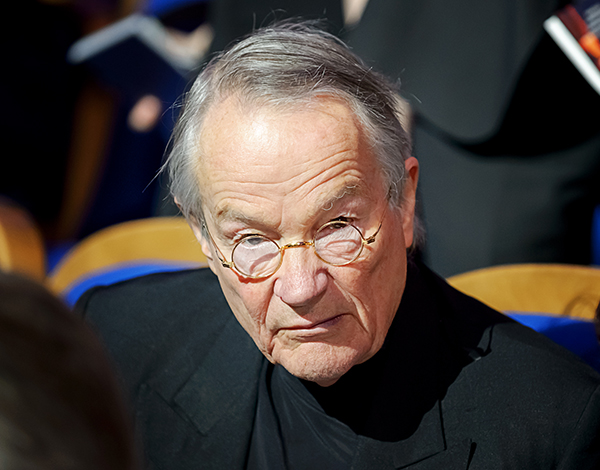
Peter Stein (2015)

Peter Stein (* 1. Oktober 1937 in Berlin) ist ein deutscher Theater-, Opern- und Filmregisseur und ehemaliger Theaterleiter. Er führte Regie an international maßgeblichen Bühnen. Zahlreiche seiner Inszenierungen haben Theatergeschichte geschrieben, insbesondere die bahnbrechenden Aufführungen an der Berliner Schaubühne, die er inhaltlich erneuert und seinerzeit zu einem der bedeutendsten Theater gemacht hatte.

## Leben
Peter Stein ist der Enkel von Rudolf Stein, der seit den 1920er Jahren eine Motorradfabrik besaß und leitete. Sein Vater Herbert Stein studierte Maschinenbau in Hannover und ging später nach Berlin zur Firma ATE Alfred Teves als technischer Direktor im Bereich Motorenbau und nach Kriegsende als Werksleiter nach Südbaden. Hier wurde Peter als Neunjähriger im Jahr 1946 in Blumberg eingeschult. Nach nur zwei Jahren in der Grundschule wechselte er 1948 auf das Fürstenberg-Gymnasium in Donaueschingen, das er bis 1953 besuchte. Steins Vater wurde 1953 Direktor der Firma ATE in Frankfurt am Main, Peter wechselte an das Frankfurter Lessing-Gymnasium. Er fiel wegen häuslicher Auseinandersetzungen in den Leistungen stark ab. Dennoch konnte er bis zum Abitur 1956 wieder aufholen und zu einem der besten seines Jahrgangs werden. Er studierte Literaturwissenschaft und Kunstgeschichte von 1956 bis 1958 in Frankfurt am Main und von 1958 bis 1964 in München. Eine Dissertation über E. T. A. Hoffmanns Erzählungen brach er aus Unzufriedenheit mit seiner Arbeit wieder ab.
Stein war von 1967 bis 1984 mit der Schauspielerin Jutta Lampe verheiratet und von 1985 bis 1990 mit Beatrice Leppert. Seit 1999 ist er mit der italienischen Schauspielerin Maddalena Crippa verheiratet. Seit einigen Jahren lebt Stein mit seiner Frau in dem Gutshof San Pancrazio nahe Rom und betreibt dort auch Landwirtschaft mit dem Anbau von Oliven, Wein und Obst.
Er ist Kuratoriumsmitglied der Akademie für gesprochenes Wort in Stuttgart.

## Wirken

### Erste Theatererfahrungen und -erfolge
In München besuchte er regelmäßig die Münchener Kammerspiele und begeisterte sich für die Arbeit von Fritz Kortner. Nach Beendigung seines Studiums begann er bei den Kammerspielen als Kortners Assistent. 1967 erhielt er dort erstmals Gelegenheit zu einer eigenen Inszenierung: Gerettet von Edward Bond. Die Zeitschrift Theater heute schrieb, dass mit Stein „eine neue Generation im deutschen Theater“ erschienen sei. Für einen Theaterskandal sorgte er durch eine Spendensammlung nach einer Aufführung des Vietnam-Diskurses von Peter Weiss 1968. Stein wurde daraufhin von Intendant August Everding entlassen.
Zunächst ging er nach Zürich und dann zu Kurt Hübners Theater in Bremen. Am Theater Bremen sammelte Hübner in den 1960er Jahren einige aufstrebende junge Regisseure und viele talentierte Schauspieler um sich. So trug auch Peter Zadek mit seinen Inszenierungen von Frank Wedekinds Frühlings Erwachen oder Friedrich Schillers Die Räuber zum besten Theater in Westdeutschland in dieser Zeit bei. Peter Stein konnte 1969 zu dieser Reihe von Inszenierungen, die der Pop-Art verpflichtet waren, Johann Wolfgang Goethes Torquato Tasso beisteuern – eine bis heute paradigmatische Inszenierung.

### Schaubühne
1970 kam Stein mit seinem in Bremen und Zürich gewachsenen Ensemble an die Schaubühne am Halleschen Ufer in Berlin, die er, geprägt durch die politischen Ereignisse rund um 1968, in Form eines Mitbestimmungstheaters leitete. Mit dem Schaubühnenensemble entwickelte und vervollkommnete er seinen Regiestil, und nicht wenige seiner Mitstreiter entwickelten sich zu Theaterstars, so Edith Clever, Jutta Lampe, Otto Sander, Udo Samel, Ernst Stötzner und Bruno Ganz. Der große Erfolg seiner Inszenierungen in dem sehr kleinen Theater am Halleschen Ufer ermöglichte es ihm 1981, in ein neues Haus umzuziehen, das nach seinen Wünschen gebaut wurde. Es entstand mit der Schaubühne am Lehniner Platz ein multifunktionales Haus, dessen technischer Standard bis heute (2014) in der deutschen Theaterszene unübertroffen ist.
1985 legte Stein die künstlerische Leitung des Hauses nieder, arbeitete fortan freischaffend und kam nur für einzelne Projekte an die Schaubühne zurück.

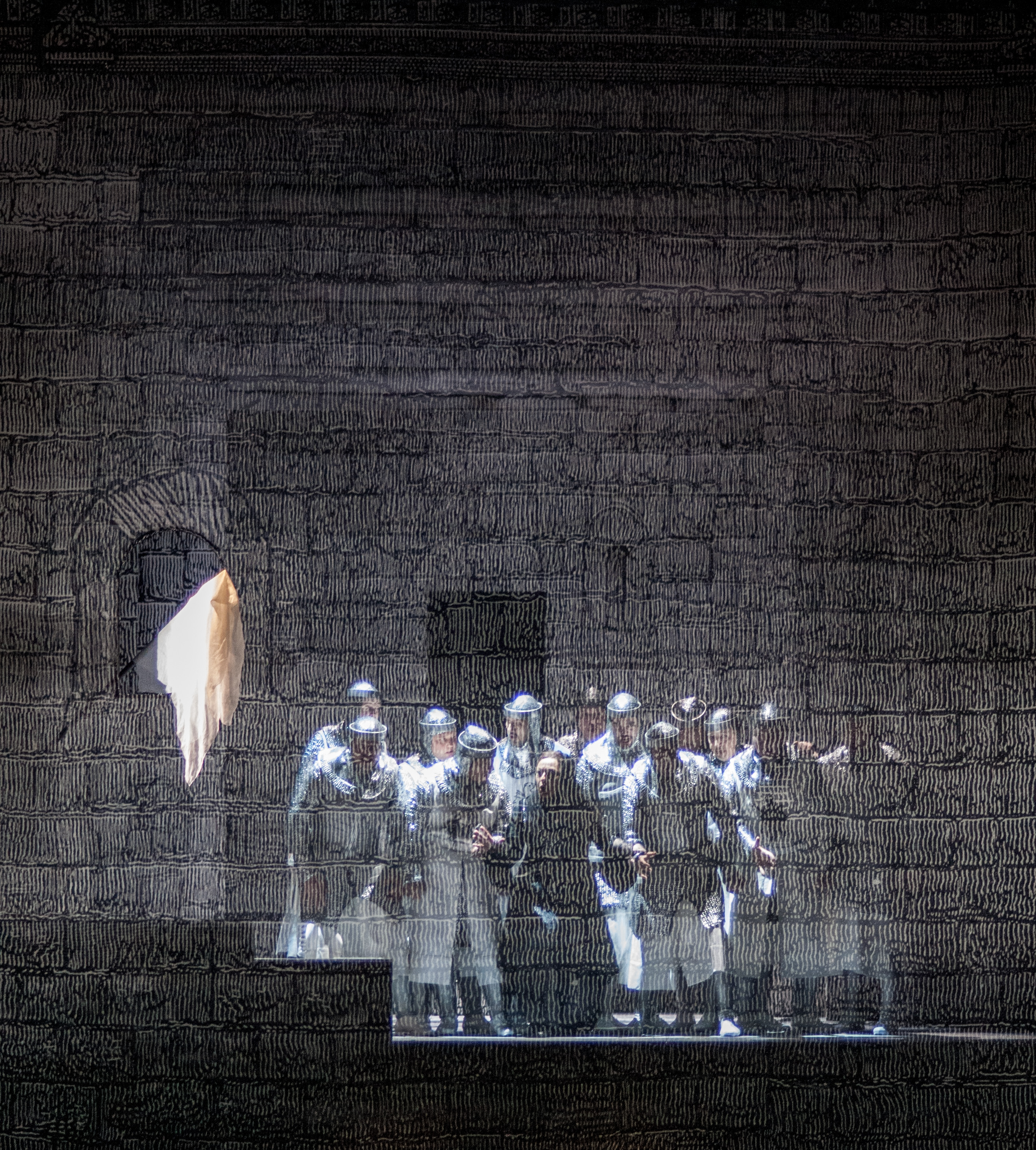
Fierrabras, Salzburger Festspiele 2014

### Salzburger Festspiele
Von 1991 bis 1997 leitete Stein das Schauspiel bei den Salzburger Festspielen und begann seine Intendanz mit zwei monumentalen Shakespeare-Inszenierungen in der Felsenreitschule: Julius Caesar (1992) und Antonius und Cleopatra (1994). Er sorgte für die Gleichstellung des Schauspiels mit Oper und Konzert, fand als neue dauerhafte Spielstätte die Pernerinsel in Hallein und inszenierte – mit Libussa und Der Alpenkönig und der Menschenfeind – zwei österreichische Klassiker.
In Salzburg wandte er sich auch der Oper zu und setzte 1996 Moses und Aron und 1997 Wozzeck in Szene, mit Pierre Boulez bzw. Claudio Abbado am Pult. 2011 kehrte er für Verdis Macbeth (Dirigent Riccardo Muti) nach Salzburg und in die Felsenreitschule zurück. 2013 inszenierte er im Großen Festspielhaus Verdis Don Carlos (Dirigent Antonio Pappano), 2014 im Haus für Mozart Fierrabras von Franz Schubert (Dirigent Ingo Metzmacher).

### Das Faust-Projekt
Für die Expo 2000 in Hannover inszenierte er den kompletten Faust von Johann Wolfgang Goethe – ungekürzt mit allen 12.110 Versen des ersten und zweiten Teiles. Für diese 15-Millionen-Euro-Produktion gründete Stein seine eigene Firma mit über 80 Mitarbeitern, die Produktionsleitung oblag Vera Neuroth, die kaufmännische Leitung Christian Meyer. Das Ensemble bestand dabei aus 35 Schauspielern, darunter als Gaststars in den Hauptrollen Bruno Ganz, Johann Adam Oest, Robert Hunger-Bühler und Dorothee Hartinger.

### Wallenstein
Stein inszenierte mit dem Berliner Ensemble ab Mai 2007 auf dem Gelände der alten Kindl-Brauerei in Berlin-Neukölln die elf Akte der „Wallenstein“-Trilogie von Friedrich Schiller in einer zehnstündigen Aufführung. Klaus Maria Brandauer spielte die Titelrolle. Mit Brandauer in der Hauptrolle inszenierte Stein auch den Zerbrochnen Krug am Berliner Ensemble (2008) und König Lear am Wiener Burgtheater (2013).

### Scala
2016 inszenierte er Die Zauberflöte an der Mailänder Scala. 2017 inszenierte er dort Don Carlos, eine Übernahme seiner Produktion von den Salzburger Festspielen 2013.

## Ehrungen
- 1970: Deutscher Kritikerpreis
- 1971: Deutscher Kritikerpreis für Schaubühne Berlin, Ensemble von Peer Gynt
- 1978: Schillerpreis der Stadt Mannheim[9]
- 1988: Goethepreis der Stadt Frankfurt am Main[10]
- 1989: Theaterpreis Berlin[11]
- 1992: Ritter der französischen Ehrenlegion
- 1993: Erasmuspreis[12]
- 1996: Fritz-Kortner-Preis der Zeitschrift Theater heute[13]
- 2001: Goldene Goethe-Medaille der Goethe-Gesellschaft in Weimar[14]
- 2005: Ehrendoktorwürde der Universität Salzburg[15]
- 2008: Ehrenbürgerwürde der Friedrich-Schiller-Universität Jena[16]
- 2008: Verdienstkreuz 1. Klasse der Bundesrepublik Deutschland
- 2008: Orden der Freundschaft[17] der Russischen Föderation
- 2009: Zürcher Festspielpreis[18]
- 2011: Aufnahme in den Orden Pour le Mérite[19]
- 2011: Europäischer Theaterpreis[20]
- 2012: Großes Verdienstkreuz mit Stern der Bundesrepublik Deutschland[21]
- 2015: Österreichisches Ehrenkreuz für Wissenschaft und Kunst I. Klasse[22]

## Filmografie
von Peter Stein
- 1969: Torquato Tasso. TV
- 1976: Sommergäste. 115 Min. (nach Maxim Gorki) Regie: Peter Stein, Produktion: Regina Ziegler
- 1983: Klassen Feind. 125 Min., Drama, Regie: Peter Stein mit Udo Samel, Ernst Stötzner, Tayfun Bademsoy u. a.

über Peter Stein
- 1987: Eine Bühne verändert die Theaterlandschaft. Peter Stein und die Schaubühne. Film von Hans-Christoph Knebusch, Produktion: ZDF
- 1992: Peter Julius Caesar Stein. Shakespeares Schauspiel in Salzburg. Buch und Regie: Norbert Beilharz, Produktion: ARTE
- 1994: Antiken-Drama im Armeetheater. Peter Stein inszeniert die Orestie in Moskau. Ein Bericht von Andreas Christoph Schmidt, Produktion: SFB.
- 1995: Schaubühne Berlin. Von Peter Stein zu Andrea Breth. Des „années Stein“ à nos jours. Ein Film von Helmar Harald Fischer, Produktion: SFB. 25 Jahre Schaubühne Berlin
- 2013: Peter Stein in Square: geradlinig und geradeheraus. Gespräch mit Video-Einspielungen, Deutschland, 2013, 43 Min., Moderation: Anja Höfer, Produktion: arte, Reihe: Square, Erstsendung: 31. März 2013 bei arte, Inhaltsangabe von arte
- 2013: Lontano – Die Schaubühne von Peter Stein von Andreas Lewin, Kinodokumentarfilm, 90 min., Erstaufführung Akademie der Künste am 7. September 2013
- 2015: Peter Stein – 46 Videos[23], Ausstellungskatalog von Christian Meyer, Hg. Wallenstein Betriebs-gGmbH und Wiener Künstlerhaus